# Oz (zespół muzyczny)
Oz – fiński zespół heavymetalowy, założony w 1977 w Nakkila. Grupa rozpadła się po 1991, a następnie wznowiła działalność w 2010.

## Dyskografia
- Heavy Metal Heroes (LP), 1982
- Fire in the Brain (LP), 1983
- Turn the Cross Upside Down (EP), 1984
- III Warning' (LP), 1984
- Scandinavian Metal Attack (split), 1984
- Decibel Storm (LP), 1986
- Roll the Dice (LP), 1991
- Promo CD Dominator (2011)
- Burning Leather (2011)